# Château de Scey-sur-Saône
Le château de Scey-sur-Saône est un château situé à Scey-sur-Saône-et-Saint-Albin, en France.

## Localisation
Le château est situé sur la commune de Scey-sur-Saône-et-Saint-Albin, dans le département français de la Haute-Saône.

## Historique
L'édifice est inscrit au titre des monuments historiques en 1996.